# Niels van Denemarken
Niels of Nicolaas (ca. 1064 - 25 juni 1134) was koning van Denemarken van 1104 tot 1134. Hij volgde zijn broer Erik I op als koning. Niels was waarschijnlijk de jongste zoon van koning Svend Estridsen.
Vier oudere broers (Harald III, Knoet IV, Olaf I en Erik I) hadden vóór Niels op de Deense troon gezeten, toen hij een jaar na de dood van Erik I, die stierf tijdens een bedevaart naar Jeruzalem, tot koning werd gekozen.
Niels was koning in een tijd van vrede en enkele bronnen uit de 12e eeuw geven aan dat hij bij bijna iedereen geliefd was, hoewel enkelen binnen het leger het niet eens waren met Niels' besluit lijfstraffen te vervangen door een moderner rechtssysteem.
Hij huwde Margaretha, prinses van Zweden, en zij kregen een zoon, Magnus, die vijf jaar koning in Zweden zou zijn (1125-1130) en daarna, zonder succes, de troon in Denemarken zou claimen.
Gorm · Harald I · Sven I · Harald II · Knoet II · Knoet III · Magnus I · Sven II · Harald III · Knoet IV · Olaf I · Erik I · Niels · Erik II · Erik III · Sven III · Knoet V · Waldemar I · Knoet VI · Waldemar II · Erik IV · Abel · Christoffel I · Erik V · Erik VI · Christoffel II · Waldemar III · Christoffel II · Waldemar IV · Olaf II · Margaretha I · Erik VII · Christoffel III · Christiaan I · Johan · Christiaan II · Frederik I · Christiaan III · Frederik II · Christiaan IV · Frederik III · Christiaan V · Frederik IV · Christiaan VI · Frederik V · Christiaan VII · Frederik VI · Christiaan VIII · Frederik VII · Christiaan IX · Frederik VIII · Christiaan X · Frederik IX · Margrethe II · Frederik X
- Gemeinsame Normdatei: 1014427452
- Virtual International Authority File: 182442212
- WorldCat: E39PBJmTp9v3F9pH9WdM8Mg3Qq